# Campbell (Missouri)
Campbell – miasto w Stanach Zjednoczonych, w stanie Missouri, w hrabstwie Dunklin.